# Basketball Löwen Erfurt
El Basketball Löwen Erfurt es un equipo de baloncesto alemán con sede en la ciudad de Erfurt, que compite en la ProB, la tercera división de su país. Disputa sus partidos en el Riethsporthalle, con capacidad para 1500 espectadores.

## Historia
Tras el descenso de la Basketball Bundesliga del Oettinger Rockets Gotha y su posterior desaparición, varios miembros de la junta del anterior equipo se propusieron mantener el baloncesto en la ciudad de Erfurt, por lo que crearon el nuevo equipo, y se hicieron con la plaza del Artland Dragons, que accedieron a la ProA tras la renuncia de los Rockets.
La base del equipo la formaron los jugadores del segundo equipo de los Rockets, que habían ganado el grupo sudeste de la 1. Regionalliga, el cuarto nivel del baloncesto alemán.

## Trayectoria
| Temporada | Nivel | Liga | Pos. | Resultado        |
| --------- | ----- | ---- | ---- | ---------------- |
| 2018-19   | 3     | ProB | 8º   | Octavos de final |
| 2019-20   | 3     | ProB | 12º  |                  |